# ウギ反応
ウギ反応（ウギはんのう、英：Ugi reaction）は、有機化学における人名反応のひとつで、ケトン（またはアルデヒド）、アミン、イソシアニド、カルボン酸が縮合してビスアミドを与える多成分縮合反応。
ウギ反応は発熱的で、通常、イソシアニドを添加後に数分で反応は完結する。基質を高濃度 (0.5 M – 2.0 M) にすると、収率が向上する。用いる溶媒は、DMF のような非プロトン性極性溶媒が良い。一方、メタノールやエタノールも良い結果を与える。また、ウギ反応は水の付加により加速される。
プロテアーゼ阻害剤のインジナビル（Crixivan）の合成には、ウギ反応が利用される。
エストニア出身のドイツの化学者イヴァール・カール・ウギ（Ivar Karl Ugi、1930年-2005年）により1959年に報告された。

## 機構
ウギ反応は、ケトン（またはアルデヒド）とアミンからイミン 1 が生成するところから始まる。イミンに対し、イソシアニドとカルボン酸が縮合して中間体 2 を与える。その段階の3分子縮合が協奏的か段階的かは知られていない。その後、速いアシル基転位が起き、ビスアミド 3 が得られる。